# Reslerstamiídeos
Reslerstamiídeos (Roeslerstammiidae) são uma família de insectos da ordem Lepidoptera.

## Géneros
Estão descritos 14 géneros:
- Agriothera Meyrick, 1907
- Amphithera Meyrick, 1893
- Chalcoteuches Turner, 1927
- Dasycarea Zeller, 1877
- Harpedonistis Meyrick, 1893
- Hestiaula Meyrick, 1893
- Macarangela Meyrick, 1893
- Nematobola Meyrick, 1893
- Roeslerstammia Zeller, 1839
- Sphenograptis Meyrick, 1913
- Telethera Meyrick, 1913
- Thalassonympha Meyrick, 1931
- Thereutis Meyrick, 1892
- Vanicela Walker, 1864